# Villa Flora

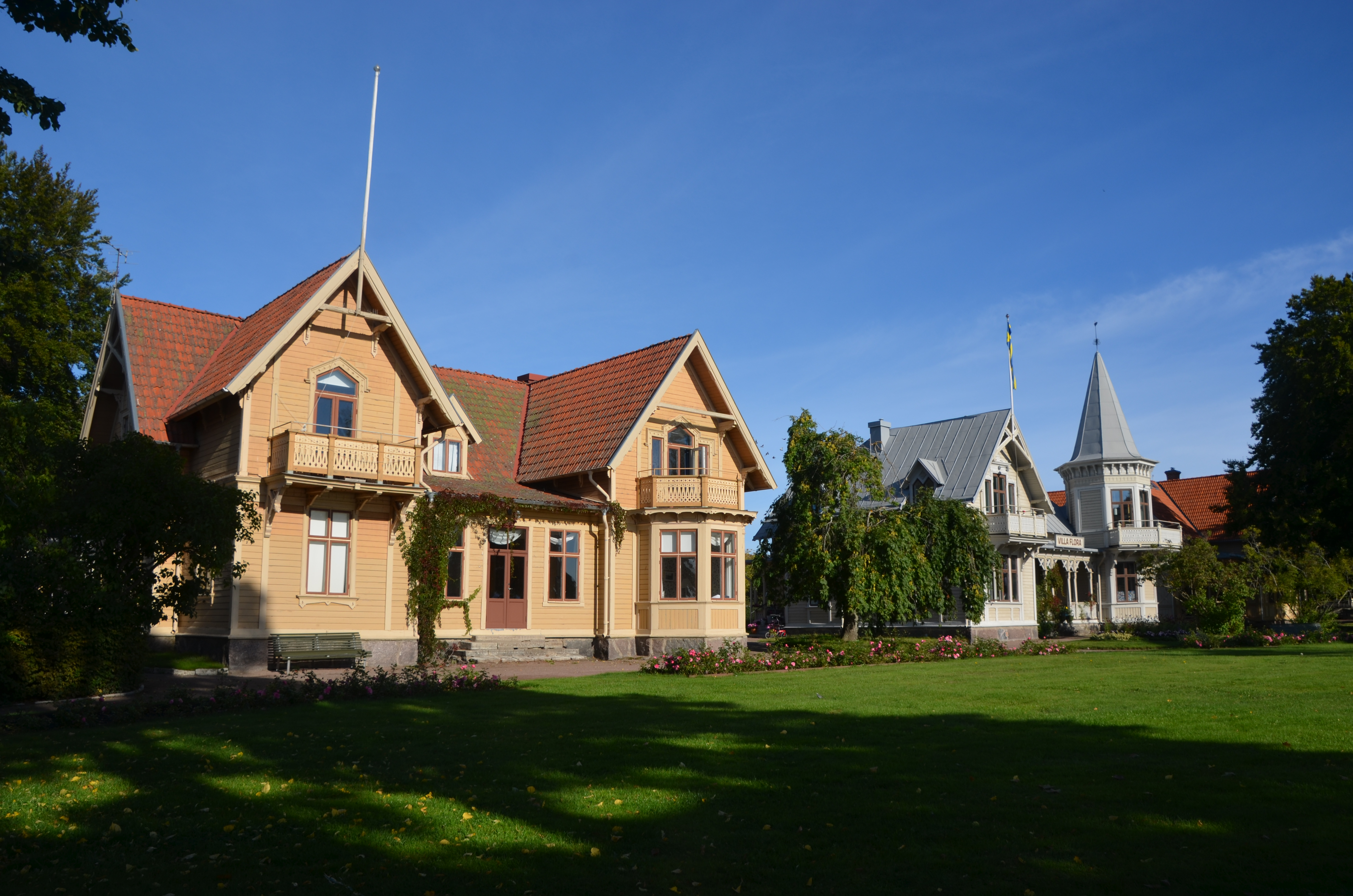
Villa Flora (till höger) och Villa Victoria.

Villa Flora är en av de villor, som uppfördes som gästbostadshus för Hjo Vattenkuranstalt.
Tre av villorna mellan Hotell Bellevue och dåvarande Bad- och societetshuset, Villa Flora, Villa Victoria och Villa Guldkroken, ritades av Per August Peterson från Värsås och uppfördes för Vattenkuranstaltens gäster 1882–1885. De byggdes i tidens karaktäristiska schweizerstil, med rika dekorsnickerier och stora taksprång. . Villa Flora uppfördes 1882. 
Villan har under 2015 och 2016 renoverats till permanenta bostäder. 
Villa Flora, liksom ett antal andra av den tidigare vattenkuranstaltens byggnader i Hjo stadspark, k-märktes 2018 av Länsstyrelsen i Västra Götalands län.